# Roxanne (canción)
«Roxanne» es una canción del grupo de rock británico The Police, lanzada como sencillo por primera vez en 1978, y relanzada al año siguiente aprovechando la creciente fama de la banda. Fue el segundo sencillo oficial del grupo, y posiblemente uno de los más conocidos y exitosos. Además, forma parte del primer disco de la banda, Outlandos d'Amour, de 1978, así como del disco en vivo titulado Live.

## Letra
La canción, escrita por Sting, está dirigida a una prostituta ficticia, llamada Roxanne. El origen de la canción viene porque un día Sting deambulaba por el barrio rojo de París en octubre de 1977, pues la banda se encontraba en dicha ciudad para tocar en un club llamado The Nashville. Sting vio prostitutas por primera vez y cerca de ese lugar se encontraba un cartel que anunciaba la obra de teatro “Cyrano de Bergerac”, en la que una de sus protagonistas se llamaba Roxanne. El cantante pensó lo que sería enamorarse de una de ellas y bajo esta premisa, escribiría “Roxanne” utilizando el nombre de la protagonista de la obra. El cantante le canta declarándole su amor y pidiéndole que "no se ponga en la luz roja" (refiriéndose al barrio rojo de París).

## Música
Musicalmente la canción es una fiel representación de lo que la crítica entendió como «reggae blanco», a menudo definido como el estilo de la banda. En unas declaraciones hechas por el mismo Sting, para él esta canción es una representación de tango y, de hecho, como tal se versionó también con éxito para la película Moulin Rouge.

## Circunstancias relacionadas
La canción no consiguió entrar en las listas británicos en su primer lanzamiento, sino que debió esperar al año siguiente, cuando gracias a la fama del grupo, alcanzó el puesto número 13, para luego convertirse en una de las canciones más representativas de la banda. La revista Rolling Stone la ubicó en el puesto 388 en la clasificación de las «Mejores 500 canciones de todo los tiempos». Arctic Monkeys hace alusión a Roxanne en la canción «When the Sun Goes Down». La canción fue certificada como disco de oro en Reino Unido.

## Músicos
- Sting - Voz, bajo, piano
- Andy Summers - Guitarra eléctrica, coros
- Stewart Copeland - Batería, coros